# 尧都区
尧都区是中国山西省临汾市所辖的一个市辖区。总面积为1307平方公里。區人民政府駐華州路1號。
尧都区相传是尧的都城，也是尧禅让天下给舜的地方。今天区内的金殿镇是古代平阳县所在地，历代是平阳郡（今临汾市及周围）的郡治。

## 行政区划
尧都区下辖10个街道办事处、10个镇、6个乡：
解放路街道、鼓楼西街街道、水塔街街道、南街街道、乡贤街街道、辛寺街街道、铁路东街道、车站街街道、汾河街道、滨河街道、屯里镇、乔李镇、大阳镇、县底镇、刘村镇、金殿镇、吴村镇、土门镇、魏村镇、尧庙镇、段店乡、贾得乡、贺家庄乡、一平垣乡、枕头乡和河底乡。

## 人口民族
根據第七次人口普查數據，截至2020年11月1日零時，堯都區常住人口為959198人。